# Brockenhuus
Brockenhuus er en dansk uradelig slægt, hvis ældst kendte medlem er Gotschalck Brockenhuus, nævnt 1397. Slægtens stamfader, Johan Brockenhuus til Vollerslev i Fyn og Lerbæk i Jylland, var i midten af det 15. århundrede landsdommer i Fyn; den delte sig med hans sønner i tre hovedlinjer og blomstrede frodigt i flere århundreder, udbredende sig til Skåne og Norge.

## Våbenskjold
Slægten fører et af hvidt og rødt delt skjold, på delingen tre blå roser, på hjelmen en krans
af tre blå roser, hvoraf opstår to røde vesselhorn, hver belagt med en hvid bjælke.

## Historie

### Ældste linje
Den ældste linje stammer fra Oluf Brockenhuus, hvis søn Johan Brockenhuus (død 1545) under Kong Hans var lensmand på Krogen og 1536 underskrev Recessen i spidsen for den fynske adel. Hans søn, Otte Brockenhuus (1529-1594), var rentemester under Frederik II, og hans sønnesøn, Oluf Brockenhuus til Hjuleberg (1611-1672), som var gift med en søster til Corfitz Ulfeldt, var sekretær i Danske Kancelli, slotsherre på Københavns Slot og landsdommer på Sjælland, men døde i stor armod. Med to sønner af Otte Brockenhuus' ældste søn Jørgen til Vollerslev og Sebber Kloster (død 1634) delte denne hovedlinje sig i de to endnu blomstrende linjer Brockenhuus-Løwenhielm og Brockenhuus-Schack. En tredje søn, Franz Brockenhuus (1623-1660), kom ved sit ægteskab med en datter af den rige Frands Lykke i besiddelse af betydeligt jordegods, som gik over til general Friedrich von Arenstorff, der ægtede enken.

#### Brockenhuus-Løwenhielm
Generalmajor Caspar Christopher Brockenhuus til Sebber Kloster og Hovindsholm (ca. 1649-1713), hvis broder var den kække rytterofficer Jørgen Brockenhuus, som udmærkede sig meget under Den Skånske Krig og døde af sine sår fra Stormen på Malmø 1677, var gift med en datter af generalmajor Hans von Løwenhielm, som efterlod Vejrupgård og Selleberg til sin dattersøn, den for sin tapperhed under Den Store Nordiske Krig, særlig for sit kække forhold i Slaget ved Gadebusch bekendte generalmajor Hans Brockenhuus (1679-1734), mod at han antog navnet Løwenhielm og denne slægts våben. Blandt denne grens medlemmer kan nævntes Isabelle Brockenhuus-Løwenhielm (1856-1932), grundlægger af Sankt Lukas Stiftelsen. En anden søn af Caspar Christopher Brockenhuus var generalløjtnant og hvid ridder Johan Frederik Brockenhuus (1682-1756), som var fader til kammerherre og oberst Caspar Christopher Brockenhuus (1722-1762).

#### Brockenhuus-Schack
Et andet ægteskab bragte slægten endnu større rigdom. En søn af Frederik Vs yndling, Henrik Adam Brockenhuus til Jungshovedgaard og Nysø (hvis fader, oberst Jørgen Otto Brockenhuus, havde deltaget med stor hæder i den store nordiske Krig), død 1803 som gehejmeråd og stiftamtmand på Sjælland, Johan Ludvig Brockenhuus, død 1830 som overhofmester hos Dronning Marie Sophie Frederikke, var gift med komtesse Anna Ernestine Schack. Deres søn, Henrik Adolph Brockenhuus (1794-1847), arvede 1821 Stamhuset Giesegaard med godserne Gram Slot og Nybøl i Nordslesvig efter sin morbroder, grev Knud Bille Schack og optoges 1822 i grevestanden med navnet Brockenhuus-Schack. Hans yngste søn, grev Ludvig Brockenhuus-Schack (1825-1906), var amtmand over Tønder Amt, senere over Svendborg Amt og sad i Folketinget. Dennes brodersøn, grev Frands Brockenhuus-Schack (1863-1948) var overhofmarskal hos Kong Frederik VIII og chef for Det kgl. Teater.

### Anden hovedlinje
Slægtens anden hovedlinje sad på Lerbæk og Bramstrup. Mikkel Brockenhuus til Bramstrup (død 1555) førte under Grevens Fejde overbefalingen over flåden og var lensmand på Pederstrup, Borreby ved Bellinge og Nyborg Slot. En af de kendteste medlemmer af slægten er rigsmarsk Frands Brockenhuus, der lod Egeskov opføre, og hvis søn, Laurids Brockenhuus til Bramstrup (død 1604), lensmand på Nyborg Slot og stiftslensmand på Fyn, er bekendt for sin strenghed mod datteren Rigborg, som han lod indespærre på Egeskov, fordi hun havde stået i kærlighedsforhold til Frederik Rosenkrantz; en anden datter, Birgitte, blev ved sit ægteskab med Jacob Ulfeldt moder til Corfitz Ulfeldt. Mikkel Brockenhuus' yngste søn, Jacob Brockenhuus til Nakkebøl (1521-1577), førte ved udbruddet af Den Nordiske Syvårskrig den danske flåde og blev 30. maj 1563 efter en blodig kamp under Bornholm og et heltemodigt forsvar besejret af den svenske admiral Jacob Bagge. Jacob Bagge faldt i svensk fangenskab, blev slæbt gennem Stockholms gader ved et ilde anbragt triumftog, som den sindssyge kong Erik XIV havde befalet, og først udløst efter krigens slutning. Hans hustru, Susanne Bølle (død 1569), havde imidlertid opført den endnu bevarede, skønne hovedbygning på Nakkebøl. Hans søn, Eiler Jacobsen Brockenhuus til Nakkebøl (død 1602), er bekendt for sine righoldige kalenderoptegnelser, der indeholder betydelige bidrag til adelens personalhistorie og er offentliggjorte i Fyns Stifts litterære selskabs samlinger. Denne hovedlinje uddøde 1677 med Erik Brockenhuus til Lerbæk, som faldt ved Stormen på Landskrona.

### Tredje hovedlinje
Den tredje hovedlinje nedstammede fra Johan Brockenhuus' tredje søn, Henrik Brockenhuus til Søndergårde (død 1529), hvis ældste søn, Jacob Brockenhuus til Tidselholt (død 1546), var landsdommer i Fyn. Dennes brodersøn, Eiler Clausen Brockenhuus til Søndergårde, er bekendt for sit lange fangenskab (1580-1607) på Dragsholm. Hans søn, Claus Brockenhuus til Broholm (død 1646), var landsdommer i Fyn, dennes søn, Peder Brockenhuus til Nordskov, faldt 1676 som ryttermajor i Slaget ved Lund, og med sidstnævntes søn, oberstløjtnant Claus Brockenhuus, uddøde også denne linje.

## Væsentlige personer af slægten
- Caspar Christopher Brockenhuus (1649-1713) – godsejer og officer
- Caspar Christopher Brockenhuus (1722-1762) – godsejer og officer
- Eiler Clausen Brockenhuus (død ca. 1607)
- Eiler Jacobsen Brockenhuus (1548-ca. 1602)
- Frands Brockenhuus (1518-1569) til Egeskov og Bramstrup, rigsmarsk
- Frands Jørgensen Brockenhuus (1623-1660) til Overgård
- Henrik Adam Brockenhuus (1720-1803) – stiftamtmand
- Jacob Henriksen Brockenhuus (død 1546) – landsdommer
- Jacob Mikkelsen Brockenhuus (1521-1577)
- Johan Frederik Brockenhuus (1682-1756) – godsejer og officer
- Johan Ludvig Brockenhuus (1759-1830) – overhofmester
- Jørgen Brockenhuus (ca. 1645-1677) – officer
- Jørgen Otto Brockenhuus (1664-1728) – officer
- Laurids Brockenhuus (1552-1604)
- Mikkel Brockenhuus (død 1554)
- Oluf Brockenhuus (1611-1672) til Hjulebjerg
- Otte Brockenhuus (1529-1594) – rentemester
- Ove Frederik Brockenhuus (1717-1795) – officer
- Peder Brockenhuus (død ca. 1505) – rigsråd
- Rigborg Brockenhuus (1579-1641)

Brockenhuus-Løwenhielm:
- Hans Brockenhuus-Løwenhielm (1679-1734) – officer og godsejer
- Isabelle Brockenhuus-Løwenhielm (1856-1932) – sygeplejerske

Brockenhuus-Schack:
(alle mandlige medlemmer er grever)
- Adolph Brockenhuus-Schack (1854-1938) – godsejer
- Eiler Brockenhuus-Schack (1896-1982) – erhvervsmand
- Frands Brockenhuus-Schack (1863-1948) – overhofmarskal, teaterchef
- Frederik Brockenhuus-Schack (1882-1977) – godsejer
- Henrik Brockenhuus-Schack (1900-1990) – erhvervsmand
- Henrik Adolph Brockenhuus-Schack (1794-1847) – godsejer
- Jens Brockenhuus-Schack (født 1934) – godsejer
- Kjeld Brockenhuus-Schack (1900-1978) – officer
- Ludvig Brockenhuus-Schack (1869-1927) – hofjægermester
- Ludvig Frederik Henrik Brockenhuus-Schack (1825-1906) – amtmand
- Michael Brockenhuus-Schack (født 1960) – godsejer og præsident for Landbrugsraadet
- Aage Brockenhuus-Schack (1867-1933) – foreningsformand